# Myszki (Biała Piska)
Myszki (deutsch Mysken, 1938 bis 1945 Misken) ist ein Dorf in der polnischen Woiwodschaft Ermland-Masuren, das zur Gmina Biała Piska (Stadt- und Landgemeinde Bialla, 1938 bis 1945 Gehlenburg) im Powiat Piski (Kreis Johannisburg) gehört.

## Geographische Lage
Myszki liegt im südlichen Osten der Woiwodschaft Ermland-Masuren, 23 Kilometer nordöstlich der Kreisstadt Pisz (deutsch Johannisburg).

## Geschichte
Der um 1540 Myschicken, nach 1579 Mischke, nach 1785 Missken und bis 1938 Mysken genannte Ort bestand aus dem Dorf sowie einer Försterei, die 750 Meter südwestlich des Dorfes angesiedelt war. Gegründet wurde es 1449 durch den Deutschen Ritterorden als Freigut mit 13 Hufen nach köllmischem Recht.
Der Ort gehörte zum Kreis Johannisburg im Regierungsbezirk Gumbinnen (ab 1905: Regierungsbezirk Allenstein) in der preußischen Provinz Ostpreußen. Im Jahr 1874 wurde Mysken in den neu errichteten Amtsbezirk Drygallen (ab 1938 „Amtsbezirk Drigelsdorf)“ eingegliedert.
273 Einwohner waren 1910 in Mysken gemeldet, 1933 waren es 279. Aufgrund der Bestimmungen des Versailler Vertrags stimmte die Bevölkerung im Abstimmungsgebiet Allenstein, zu dem Mysken gehörte, am 11. Juli 1920 über die weitere staatliche Zugehörigkeit zu Ostpreußen (und damit zu Deutschland) oder den Anschluss an Polen ab. In Mysken stimmten 180 Einwohner für den Verbleib bei Ostpreußen, auf Polen entfielen keine Stimmen. Am 3. Juni 1938 wurde die Schreibweise des Ortsnamens Mysken in „Misken“ geändert. Die Einwohnerzahl belief sich 1939 auf 256.
In Kriegsfolge kam das Dorf 1945 mit dem gesamten südlichen Ostpreußen zu Polen und erhielt die polnische Namensform „Myszki“. Heute ist es Sitz eines Schulzenamtes (polnisch Sołectwo) und als solches eine Ortschaft im Verbund der Stadt- und Landgemeinde Biała Piska (Bialla, 1938 bis 1945 Gehlenburg) im Powiat Piski (Kreis Johannisburg), bis 1998 der Woiwodschaft Suwałki, seither der Woiwodschaft Ermland-Masuren zugehörig. Im Jahre 2011 betrug die Einwohnerzahl Myszkis 113.

### Gedenkstein
Seit 1994 steht auf dem früheren deutschen Friedhof ein Gedenkstein zur Erinnerung an alle Misker, die hier ihre letzte Ruhe gefunden haben. Die Aufstellung des Steins erfolgte in polnisch-deutscher Zusammenarbeit.

## Religionen
Bis 1945 war Mysken in die evangelische Kirche Drygallen in der Kirchenprovinz Ostpreußen der Kirche der Altpreußischen Union sowie in die römisch-katholische Kirche Johannisburg im Bistum Ermland eingepfarrt. 
Heute gehört Myszki katholischerseits zur Pfarrei Drygały im Bistum Ełk der Römisch-katholischen Kirche in Polen, während die evangelischen Einwohner sich zur Kirchengemeinde in Biała Piska halten, einer Filialgemeinde der Pfarrei Pisz in der Diözese Masuren der Evangelisch-Augsburgischen Kirche in Polen.

## Schule
Mysken wurde im Jahre 1853 ein Schulort.

## Verkehr
Myszki liegt an der Droga powiatowa 1867N, die die Woiwodschaftsstraße 667 bei Drygały (Drygallen, 1938 bis 1945 Drigelsdorf) mit der Droga powiatowa 1680N bei Skarżyn (Skarzinnen, 1938 bis 1945 Richtenberg) verbindet. 